# Universidad Hongik
Universidad Hongik, generalmente conocido como "Hongdae" para abreviar, es una universidad privada en el distrito de Mapo-gu, en el centro de Seúl, Corea del Sur con un segundo campus en Ciudad de Sejong. Universidad Hongik ofrece una amplia gama de programas de pregrado y postgrado. La escuela es conocida por su facultad de Bellas Artes, podría decirse que la escuela más famosa de Bellas Artes y Diseño en el país, con numerosos exalumnos de renombre en el campo. A partir de 2007, se matricularon 14.500 estudiantes de pregrado y 2.600 estudiantes de postgrado en la universidad. La universidad sirve como una metonimia de la zona de Hongdae.

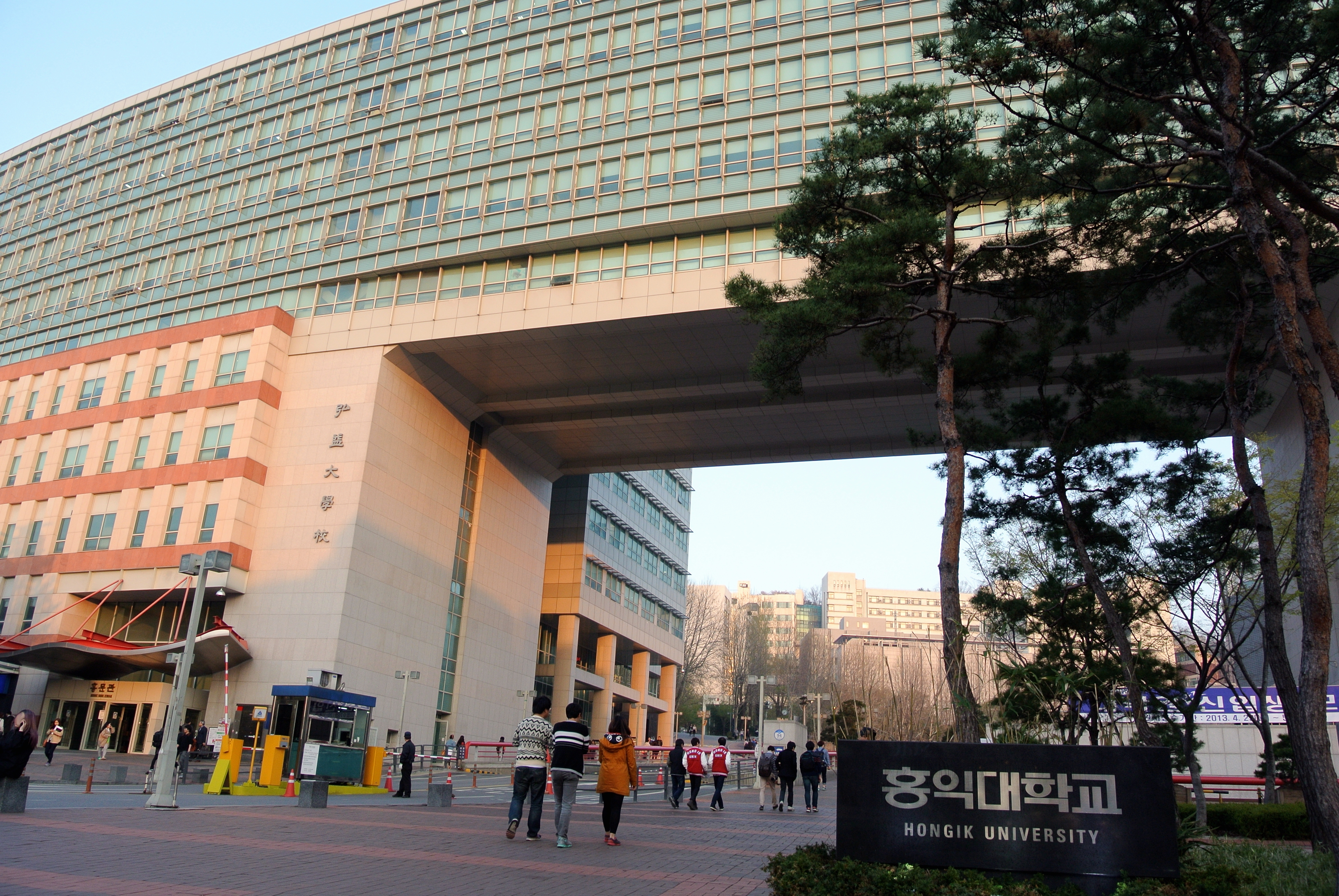
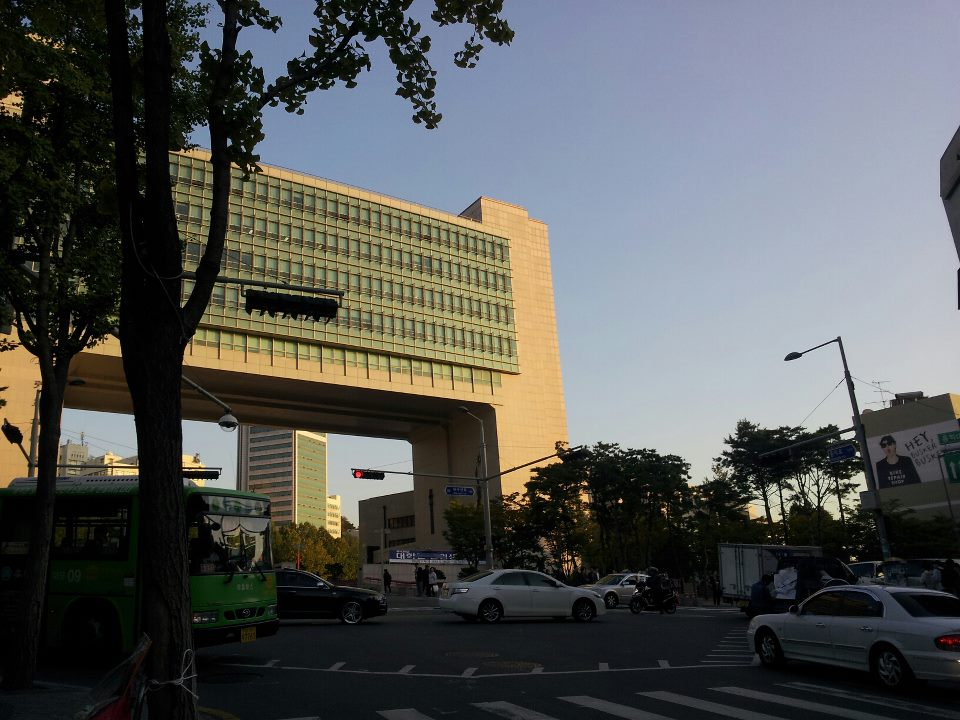
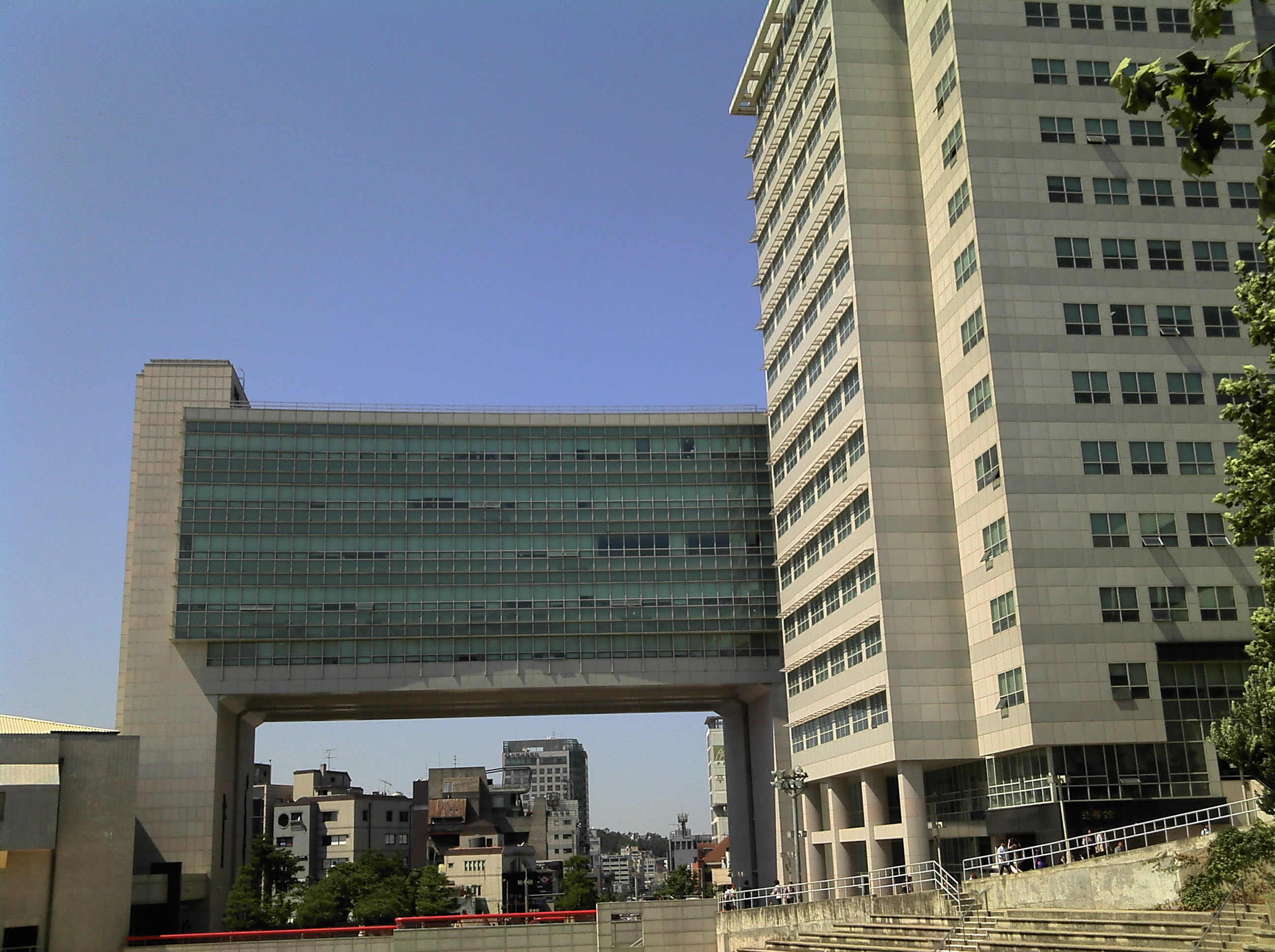

- Datos: Q491511
- Multimedia: Hongik University / Q491511

- Wikimedia Commons alberga una categoría multimedia sobre Universidad Hongik.